# Conrado de Bolanden

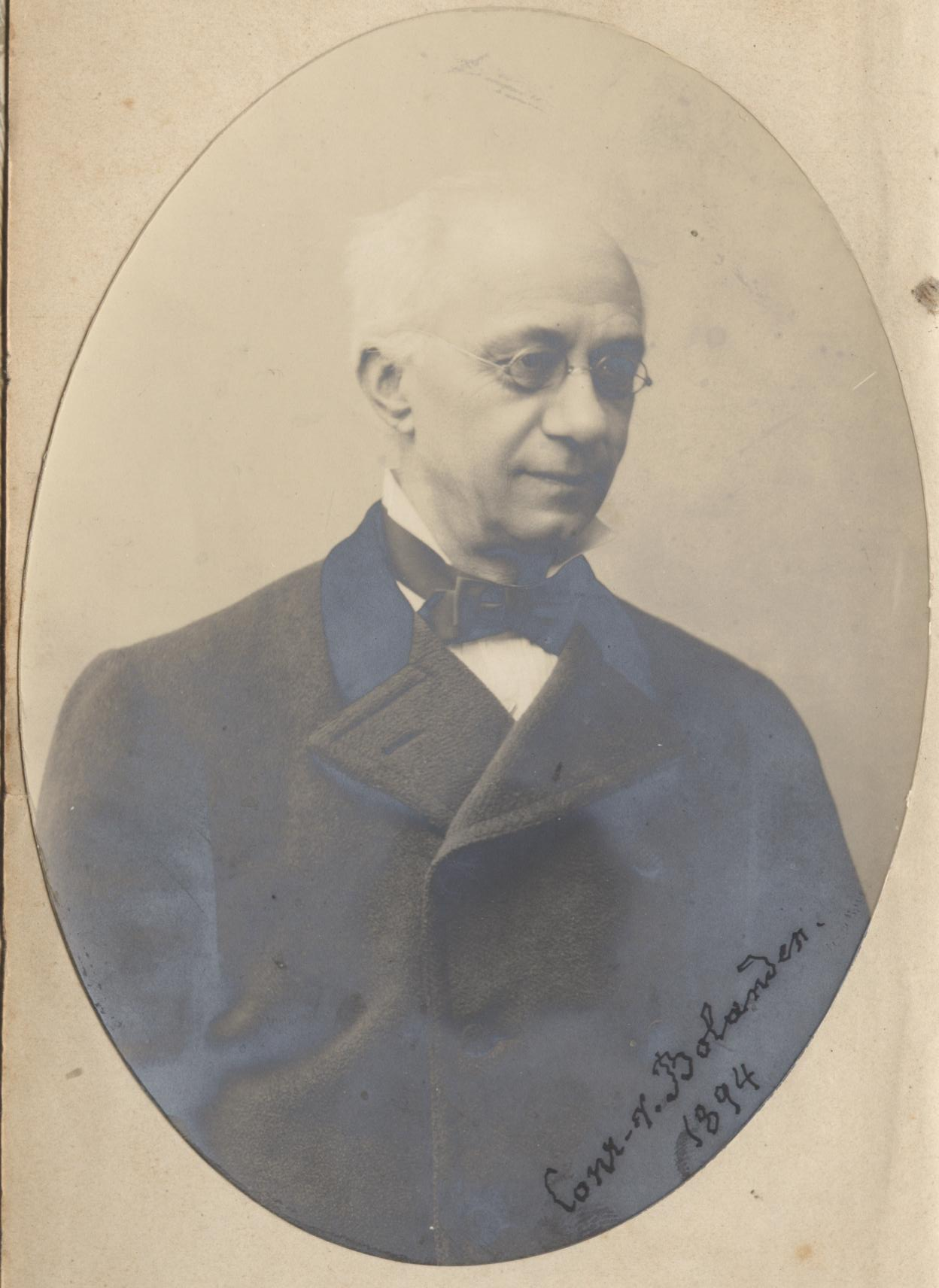
Conrad von Bolanden, foto de 1894 en vestimenta civil (como novelista tenía dispensa de llevar la sotana sacerdotal), con su firma.

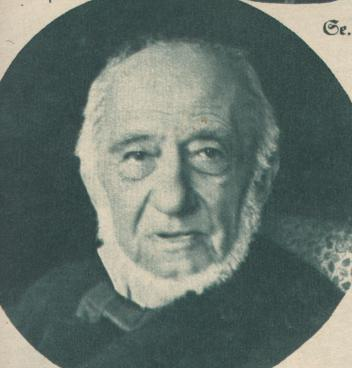
Conrad von Bolanden, una de sus últimas fotos, tomada en 1919 y publicada en "Der Christliche Pilger", periódico diocesano de Espira, 1935.

Joseph Eduard Konrad Bischoff, más conocido como Conrad von Bolanden y en español como Conrado de Bolanden (9 de agosto de 1828 – 30 de mayo de 1920) fue un sacerdote y novelista alemán, autor de más de 60 obras.

## Biografía
Nació el 9 de agosto de 1828 en Niedergailbach, un pequeño pueblo del Palatinado, que en aquel tiempo formaba parte del reino de Baviera. Su padre era un comerciante acaudalado. Bolanden cursó sus primeros estudios en Blieskastel. Posteriormente ingresó en el seminario de Espira y en 1849 entró en la Universidad de Múnich para estudiar Teología.
En 1852 fue ordenado sacerdote en la Catedral de Espira. Dos años más tarde le fue asignada la parroquia de Kirchheimbolanden. Al año siguiente fue transferido a Börrstadt y tres años después a Berghausen. Durante este tiempo escribió sus primeras cuatro obras: Un viaje de bodas (acerca de Martín Lutero), Reina Bertha, Cuentos históricos de Federico II y Gustav Adolf. Eligió su seudónimo «Conrad von Bolanden» por el castillo y pueblo de Bolanden (situado entre Kirchheim-Bolanden y Börrstadt). En 1870 se retiró de su parroquia para dedicarse exclusivamente a la carrera literaria, residiendo en Espira.
Fue autor de más de 60 libros, principalmente novelas, siendo algunas de las más señaladas: Canossa, Franz von Sickingen, Pala o Cruz, La noche de San Bartolomé, Savonarola, Cruzadas, Wambold, Carlomagno, Otón el Grande, Pilar de Verdad. Sus novelas están escritas para la gente sencilla, brillantemente concebidas y de estilo fácil. En ellas defiende férreamente los principios católicos, citando a menudo fuentes originales. Sus libros tuvieron una amplia difusión en su época y fueron traducidos a un mínimo de seis lenguas. Al español se tradujeron sus obras Rafael, Ángela y El Dios de otro tiempo. Las obras de Conrado de Bolanden llegaron a estar prohibidas en el reino de Prusia. Bolanden obtuvo del papa Pío IX el título de camarero de Su Santidad. Fue el primer sacerdote de la Diócesis de Espira que adquirió una licencia de conducción de automóviles. En su localidad natal de Niedergailbach existe desde 1993 una calle que lleva su nombre.

## Selección de obras
- Un viaje de bodas,
- Reina Bertha
- Cuentos históricos de Federico II
- Canossa
- Pala o Cruz
- Noche de San Bartolomé
- Savonarola, Cruzadas
- Wambold, Carlomagno
- Otto el Grande
- Pilar de Verdad
- Rafael
- Ángela
- El Dios de otro tiempo